# 고베 타워

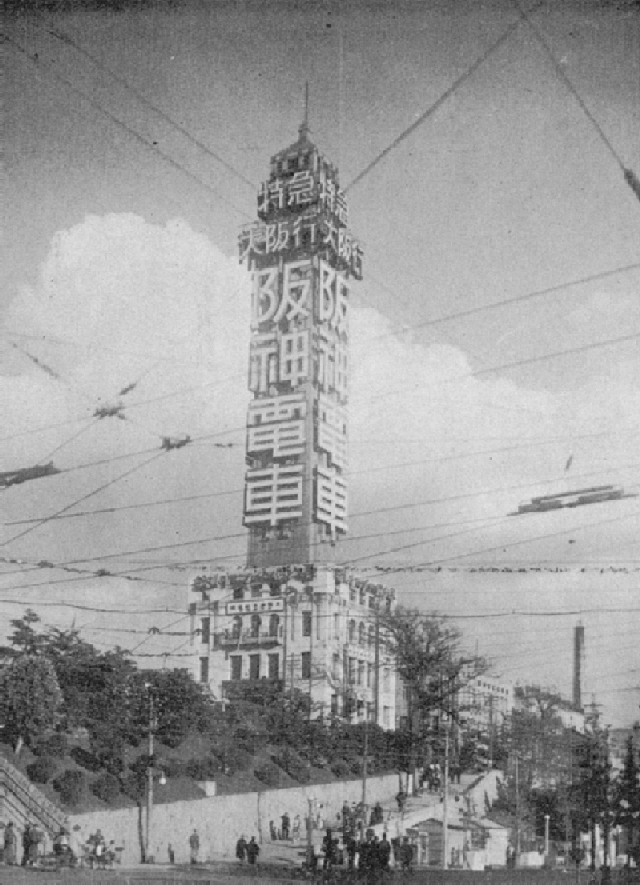
고베 타워

고베 타워(일본어: 神戸タワー)는 일본 효고현 고베시 미나토가와 공원에 있던 탑이다.

## 개요
1924년, 신카이치 타워(일본어: 新開地タワー)라는 이름으로 높이 90m (해발 100m)의 탑이었다. 높이 8m의 카리용 시계탑 기념비가 세워졌다. 1963년에 건설된 고베 포트 타워가 이 타워를 대신해 고베의 심볼 타워를 맡고 있다.